# NGC 4921
NGC 4921 (другие обозначения — UGC 8134, MCG 5-31-98, ZWG 160.95, DRCG 27-97, PGC 44899) — спиральная галактика в созвездии Волос Вероники.
Среди прочих спиральных галактик NGC 4921 выделяется тем, что её спиральные ветви испускают довольно тусклое свечение по сравнению с центральной зоной — её относят к анемичным галактикам. Это означает, что в рукавах галактики почти не происходят процессы звездообразования, что довольно нетипично для спиральных галактик.
Галактика входит в состав скопления галактик Волос Вероники.
Этот объект входит в число перечисленных в оригинальной редакции «Нового общего каталога».
В галактике вспыхнула сверхновая SN 1959B, её пиковая видимая звездная величина составила 18,5.